# Cirrospilus kanpurensis
Cirrospilus kanpurensis är en stekelart som beskrevs av Shafee och Rizvi 1988. Cirrospilus kanpurensis ingår i släktet Cirrospilus och familjen finglanssteklar. Inga underarter finns listade i Catalogue of Life.